# Cirolana cranchi
Cirolana cranchi là một loài chân đều trong họ Cirolanidae. Loài này được Leach miêu tả khoa học năm 1818.